# 双喜紋
双喜紋（そうきもん、双喜、拼音: shuāngxǐ , シュアンシー）とは、中華圏や朝鮮半島で主に用いられるデザインのひとつで、｢喜」を横に二つ並べた「囍」の漢字を意匠化したもの。下部が簡略化された字体が用いられたり、左右が連結されたりすることが多い。縁起物として結婚式や春節などのシンボルマークとして用いられている。
日本では、縁起物というより雷紋と共に中華色の濃いシンボルマークとして用いられるのが主で、中華料理店や中華食器の装飾デザインとして広く知られる程度に留まる。
英語では、「Double Happiness」と訳され、「ダブルハピネス」という中華人民共和国のタバコ銘柄はこれを由来としており、かつては双喜紋がそのまま使われていた。

## 伝承
時は宋代に遡る。当時23歳の王安石は科挙受験のために都に向かう途中、母方の叔父の家に一泊した。彼は翌日街を逍遥していたが、とある裕福な家の門前に掛かった走馬灯の対句に目を留める。その上の句には「走馬灯，灯馬走，灯の熄ゆれば馬は歩みを停む」と書かれていたが、下の句は空欄であった。彼は即座には下の句を思いつけず、それを覚えたまま散歩を続けた。
そうして都に到着した彼が試験に臨んでいる時、主考官が一本の旗を指差し「飛虎旗、旗虎飛、旗は虎を巻き身を蔵す」という上の句を読み上げ、これの下の句を作れという問題を出した。安石は途中で見つけた句を思い出し、その走馬灯の句を下の句として返す。主考官はその才に驚嘆し、甚く感心したという。
そうして試験の帰り、例の上の句の懸かった家で主人が書生たちに下の句を求めていた。王安石がそこに加わり、先に科挙で出題された句を下の句として返したところ、家の主人はその句に感激し娘を嫁がせたいと言い出した。なんとこの対句は、娘婿を選ぶための問題だったのだ。
その娘もまた才色兼備であると知った安石は、叔父と相談して縁談を受け入れることにした。そして来たる結婚式当日、彼はなんと科挙の合格通知を受け取る。かくて双つの喜びの重なった安石は赤い紙に金の文字で双喜紋を書き、一首の詩を詠む。
| 原文           | 書き下し文                  |
| -------------- | --------------------------- |
| 巧對聯成雙喜歌 | 巧みなる対聯は成す 双喜の歌 |
| 馬燈飛虎結絲羅 | 馬灯・飛虎は絲羅を結び      |
| 洞房花燭題金榜 | 洞房の花燭 金榜に題す       |
| 小登科遇大登科 | 小登科は遇ふ大登科          |

## ギャラリー

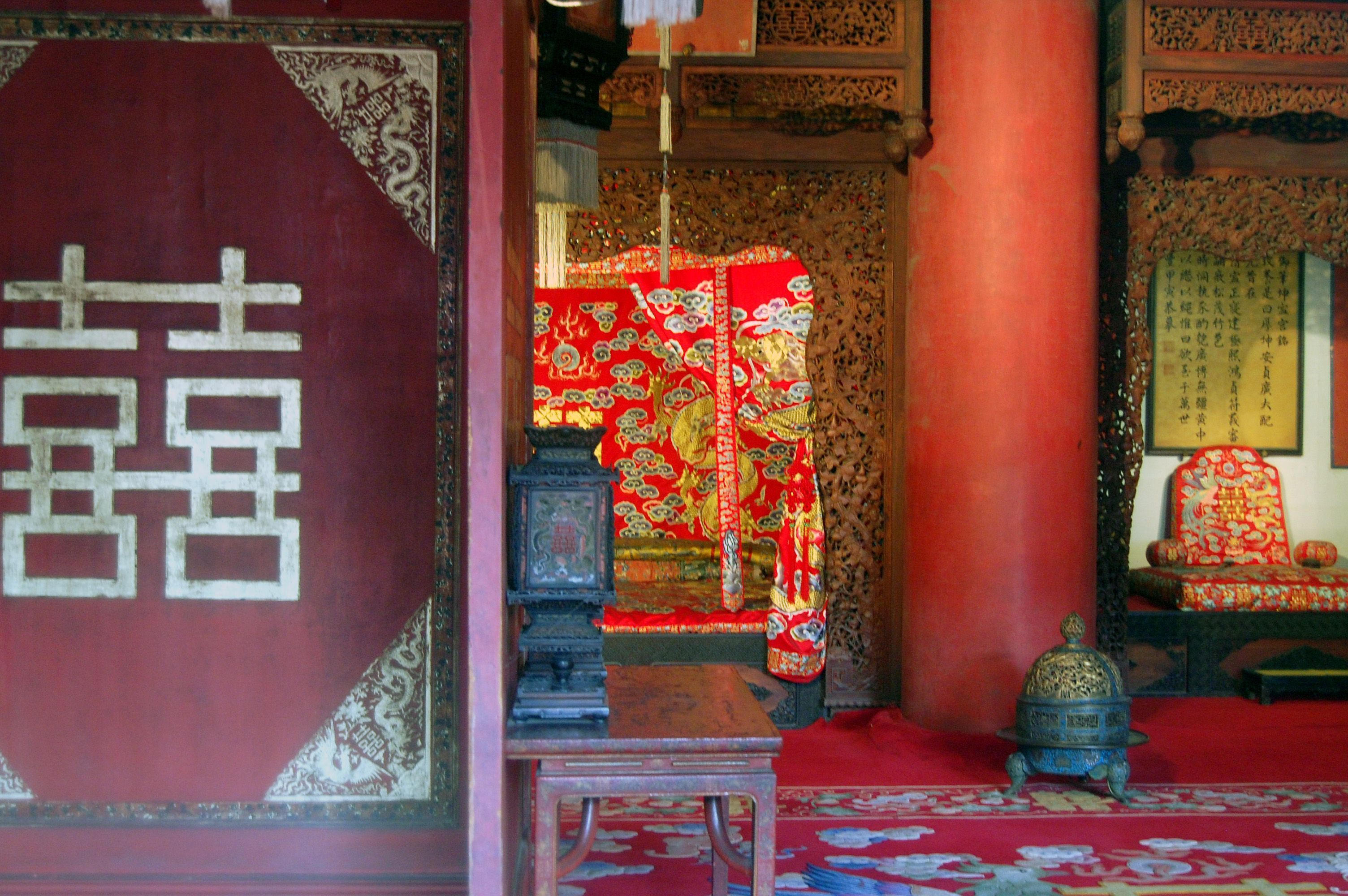
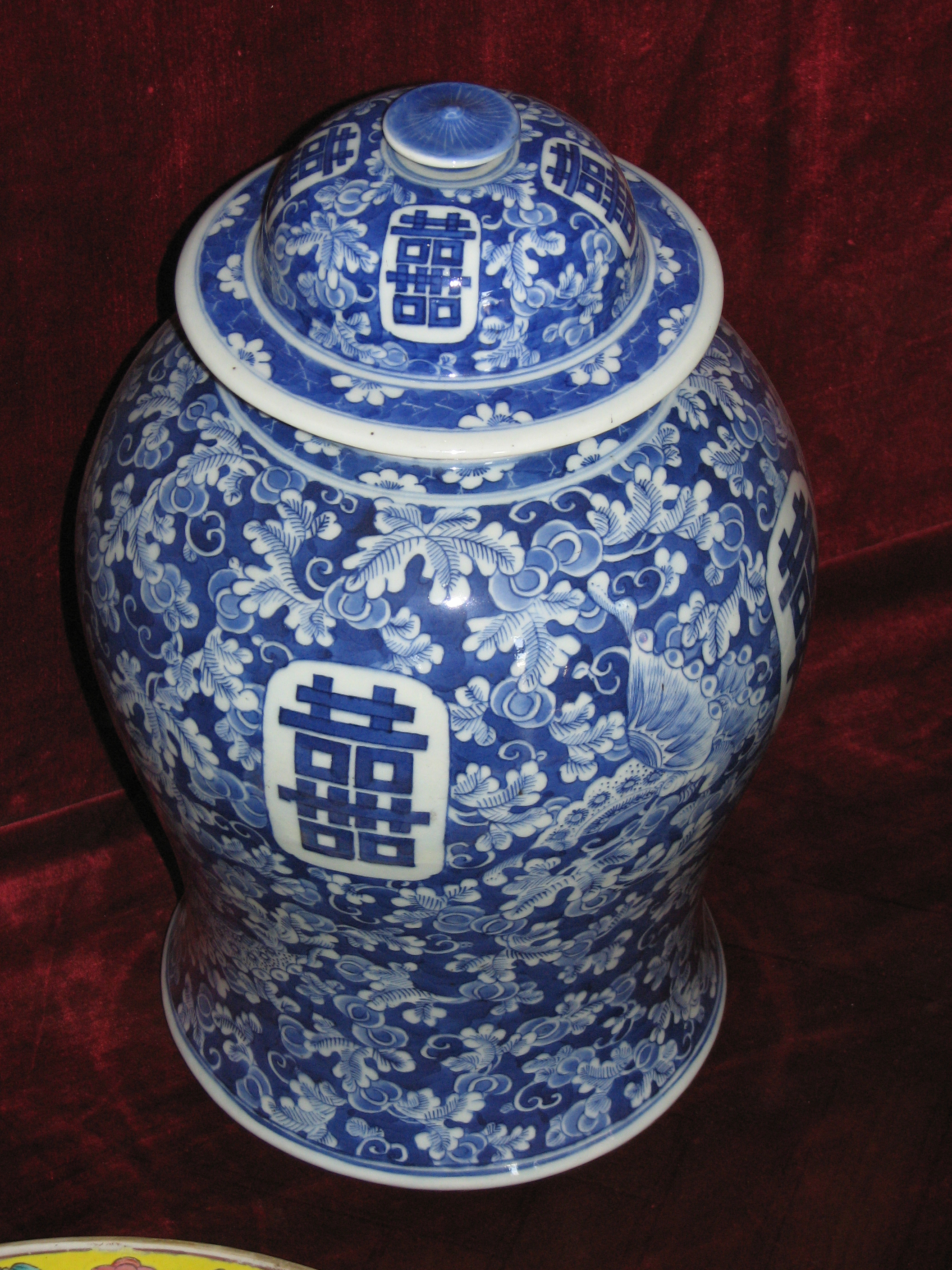
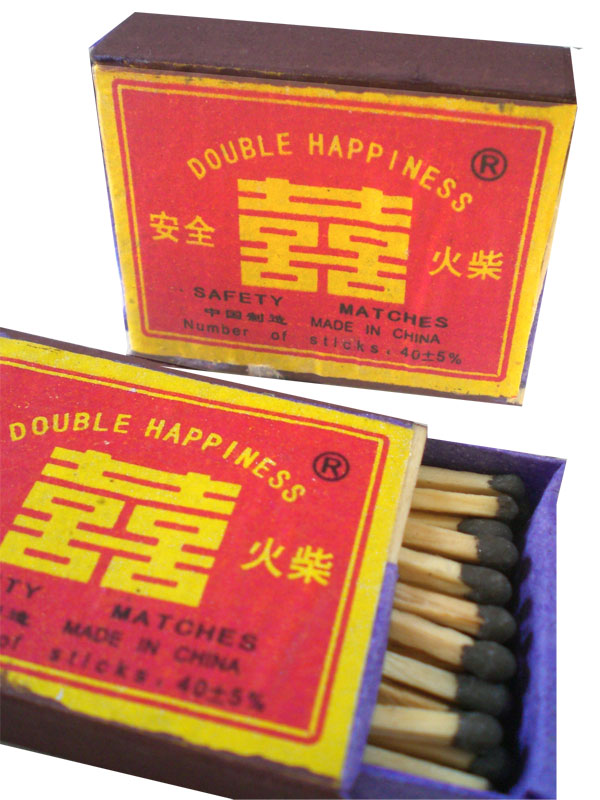
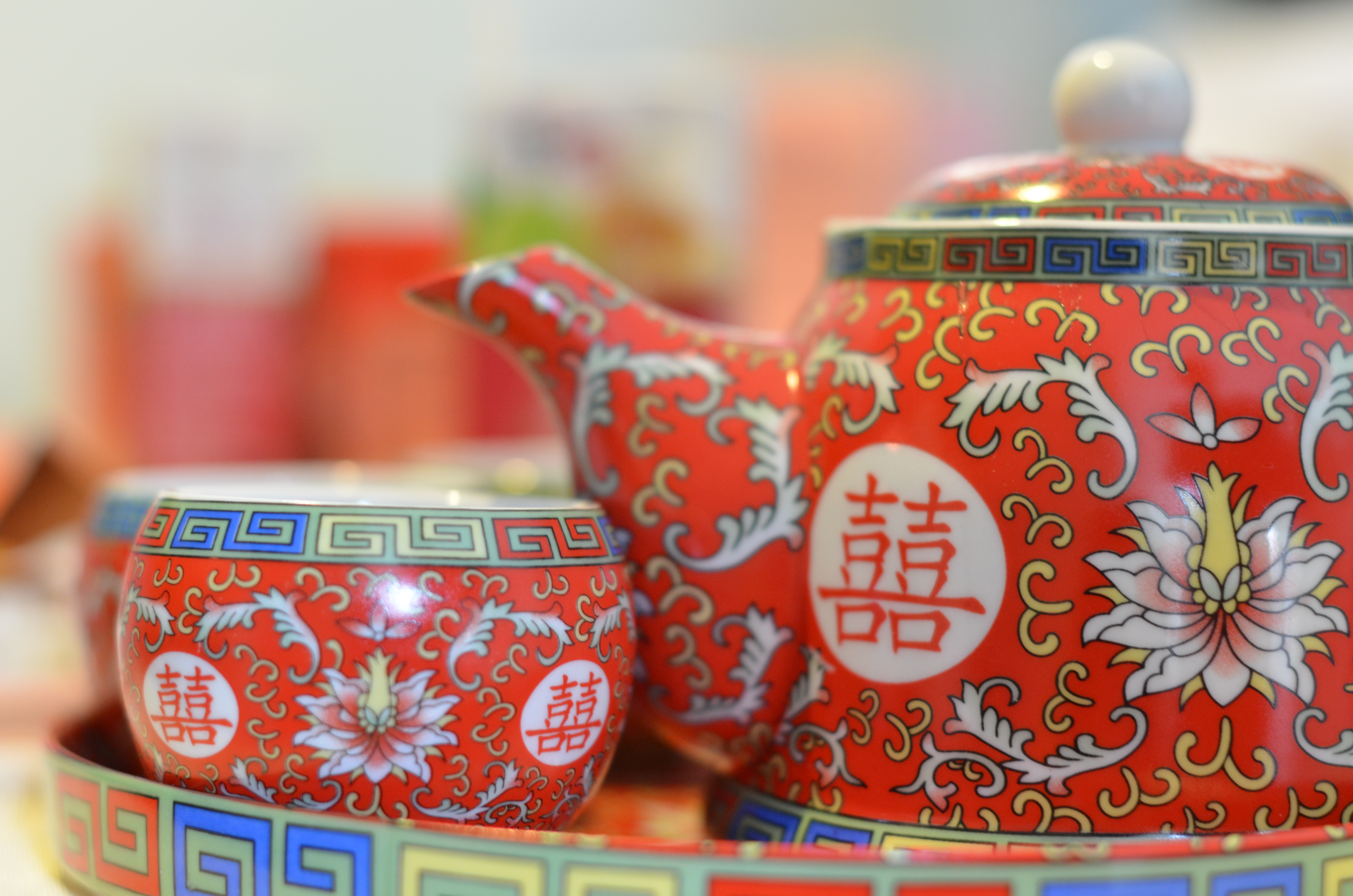
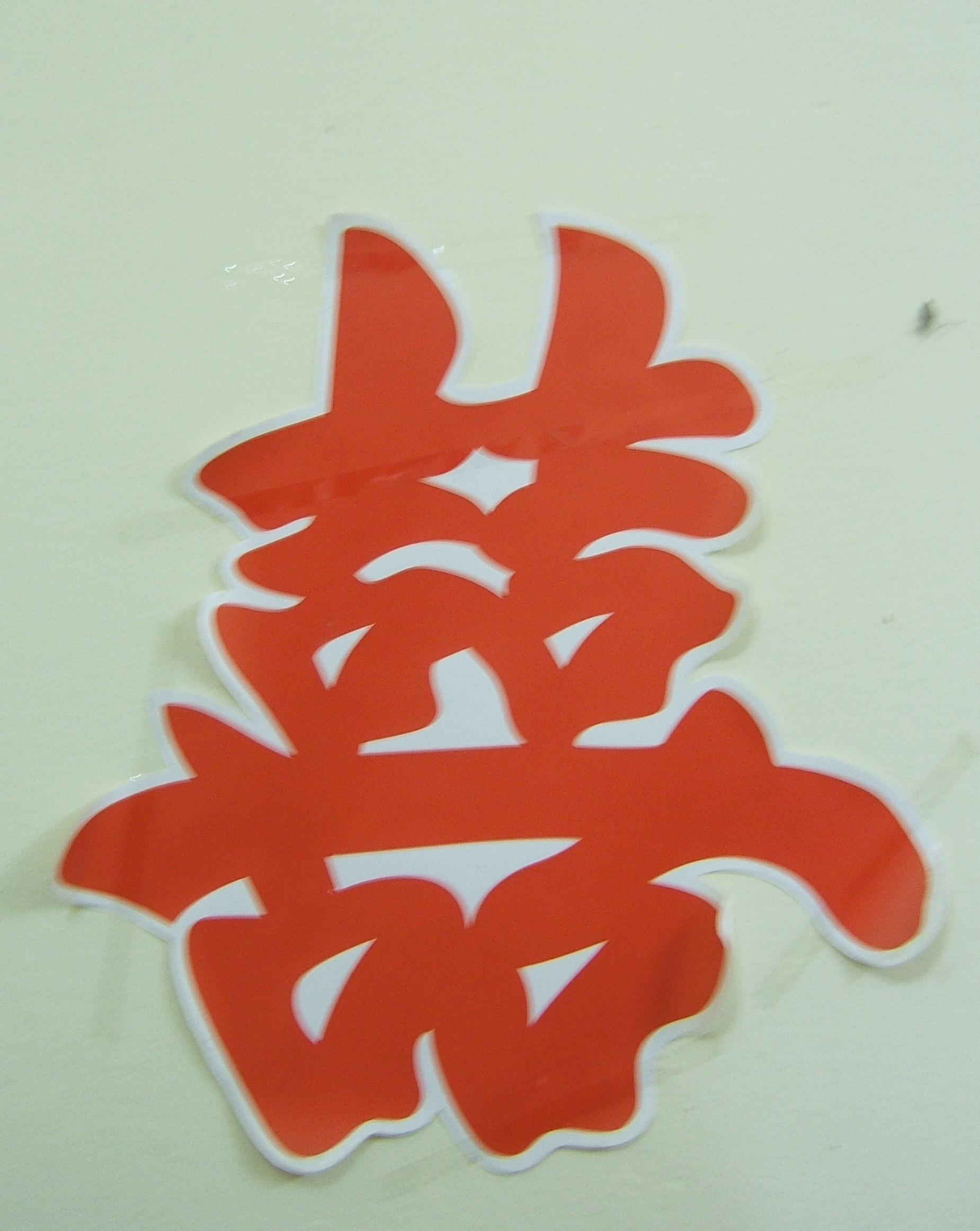
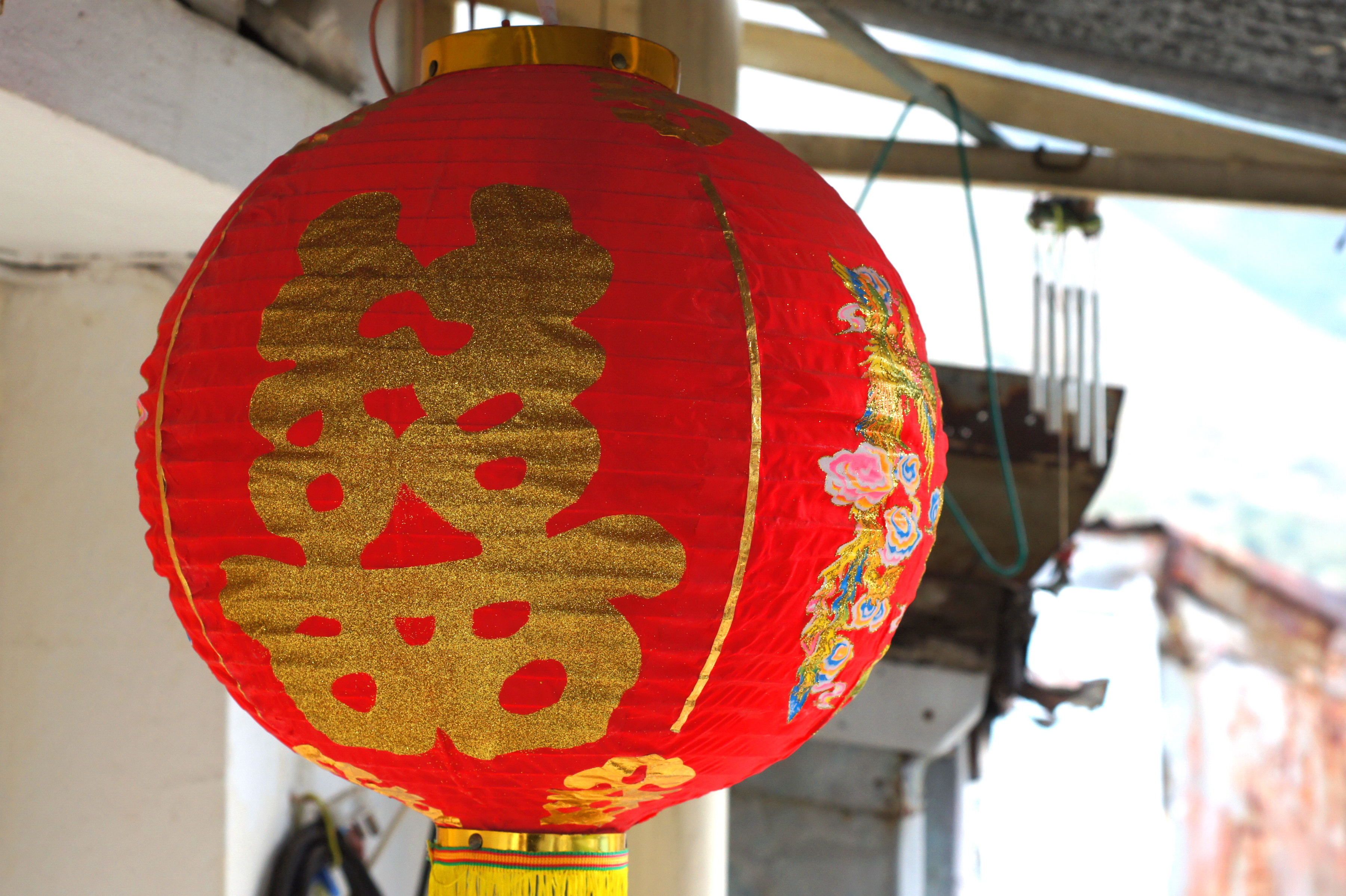
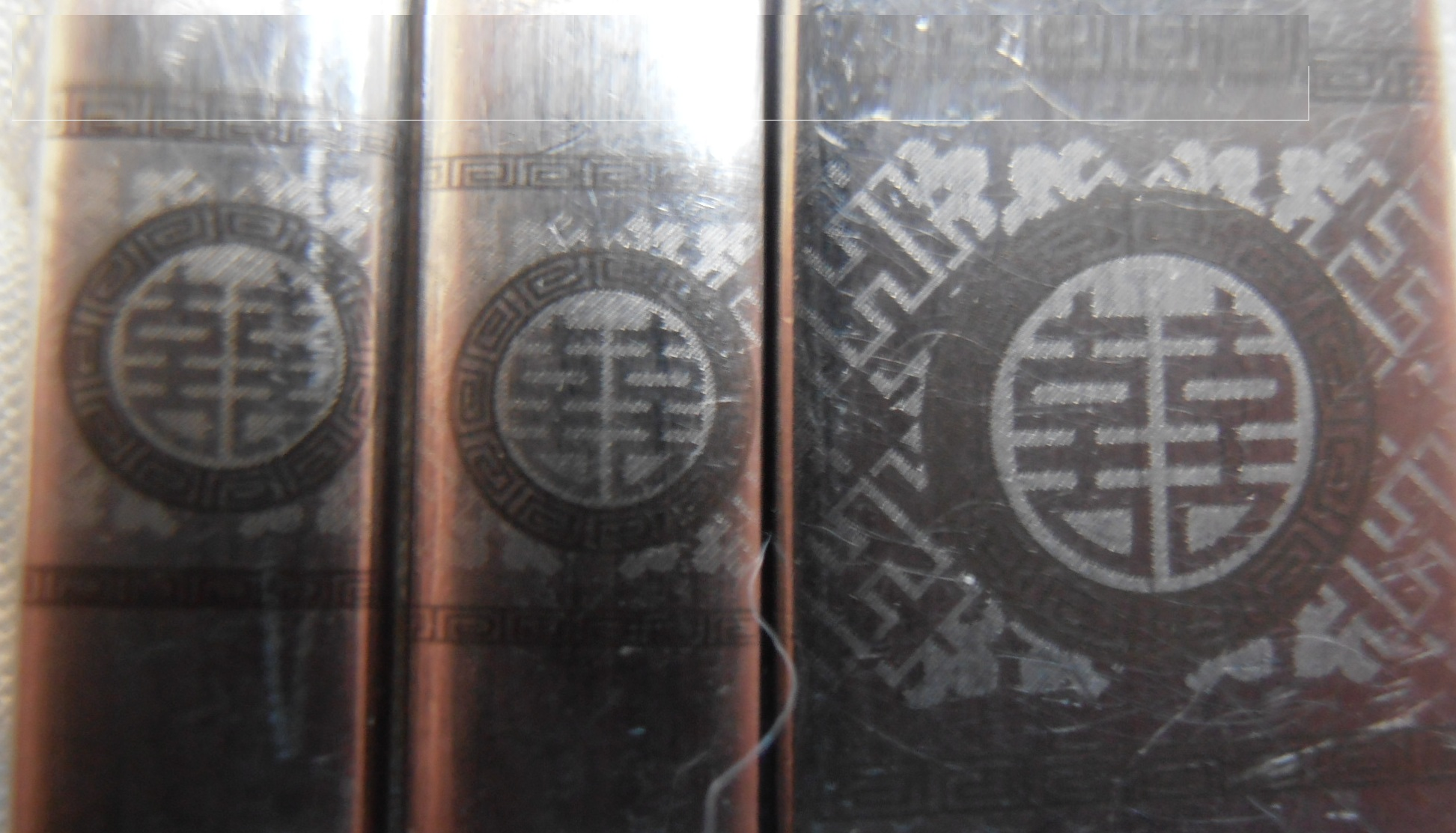
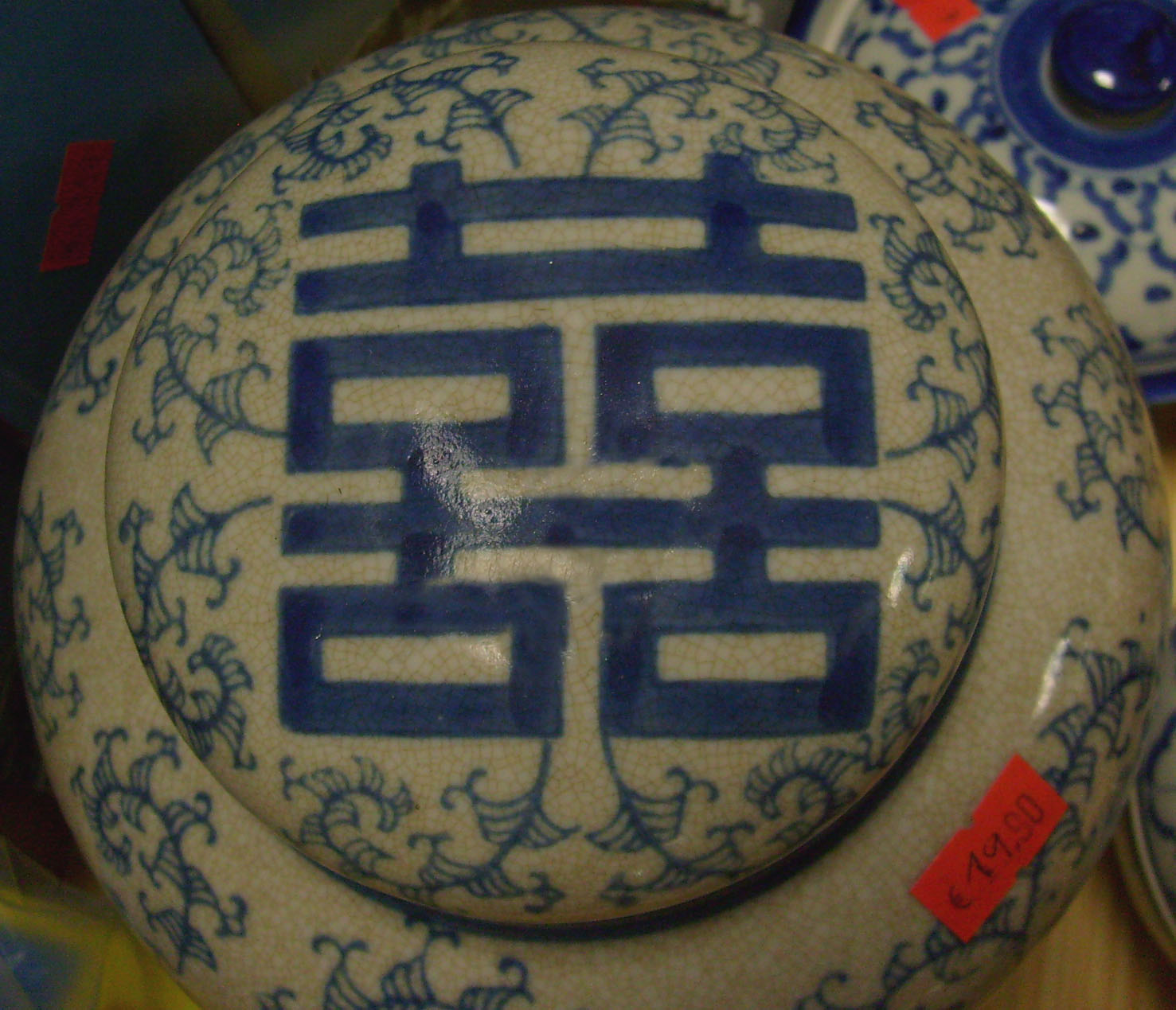
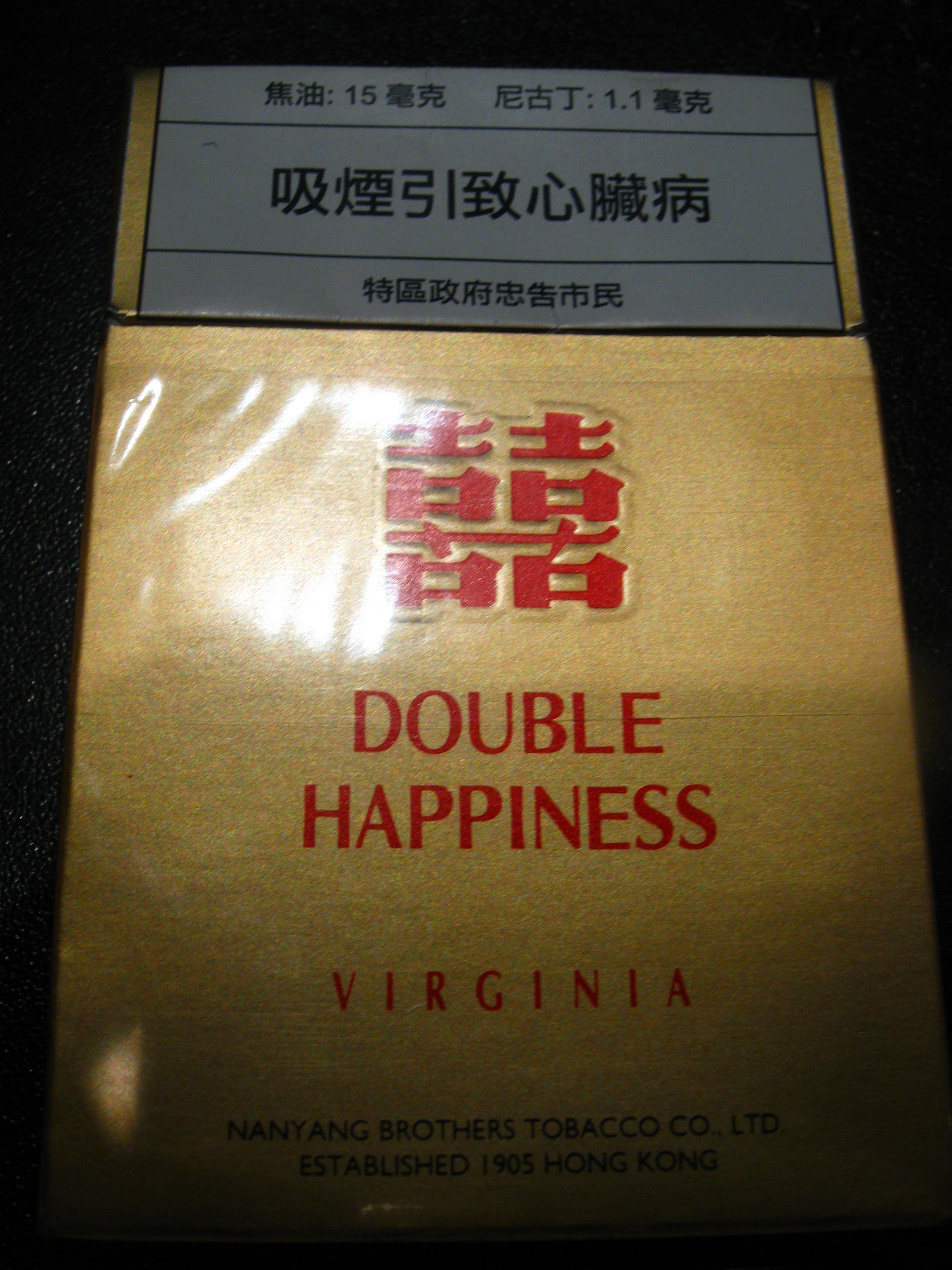
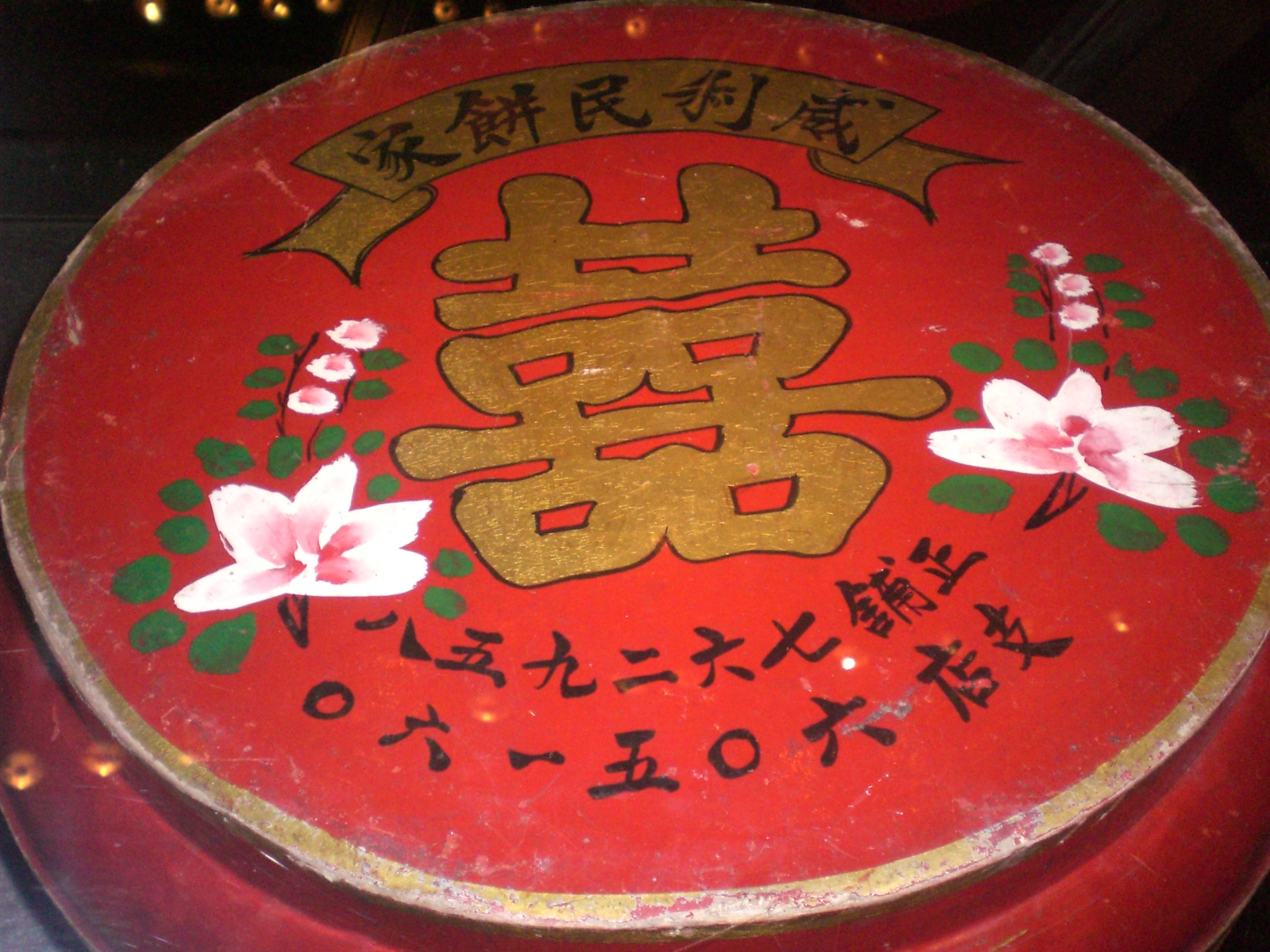
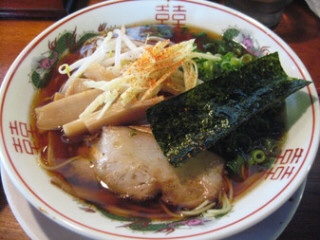
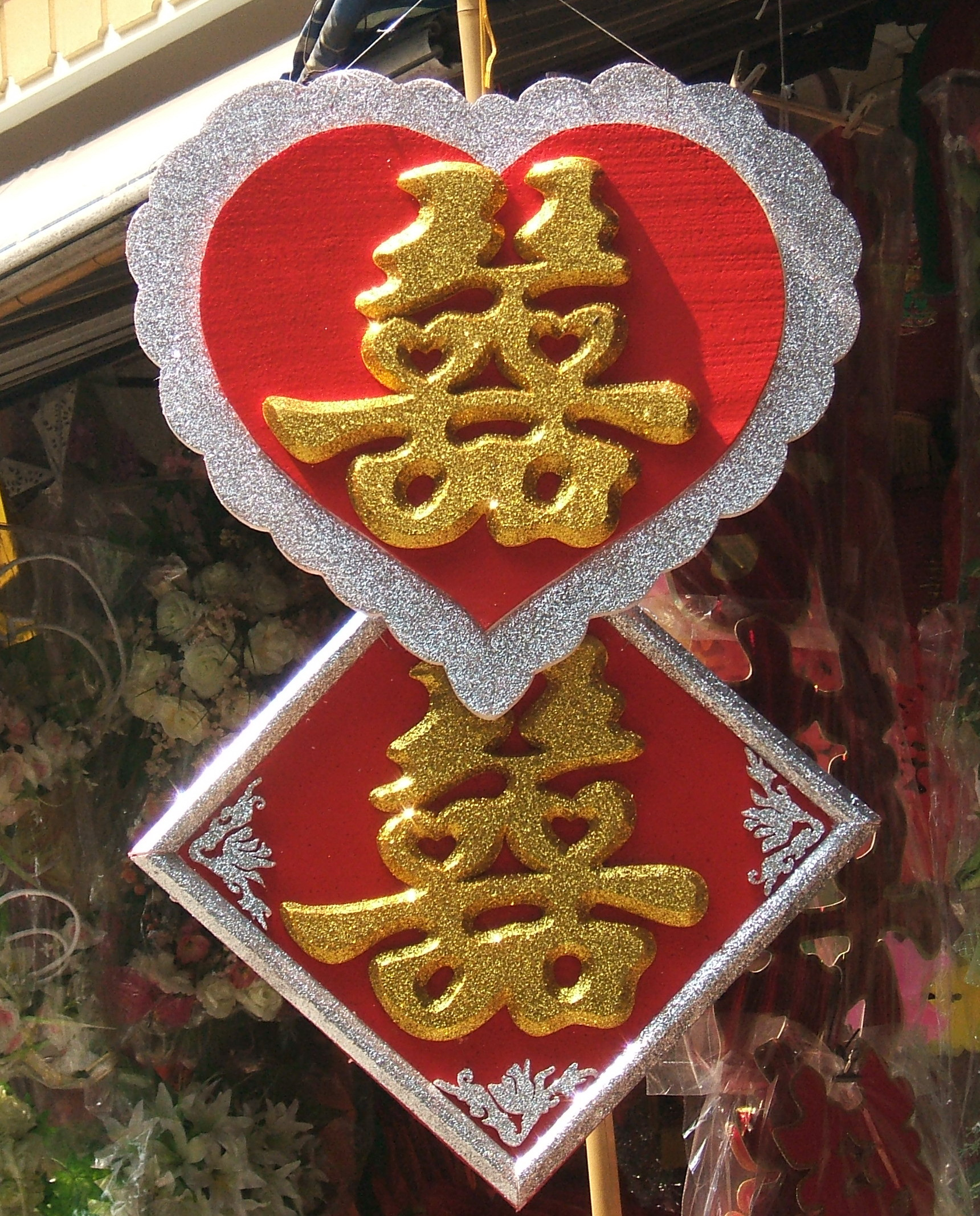
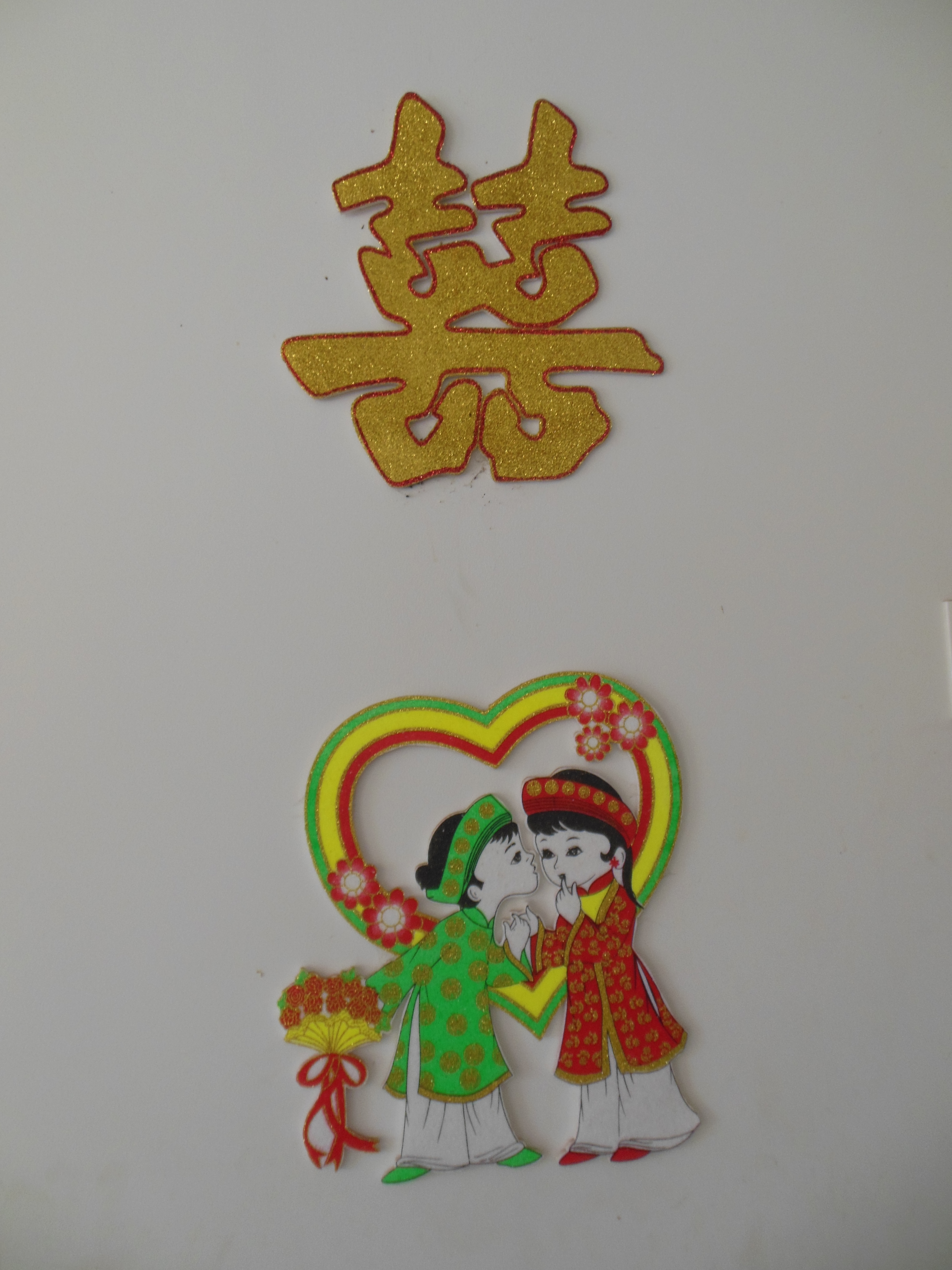
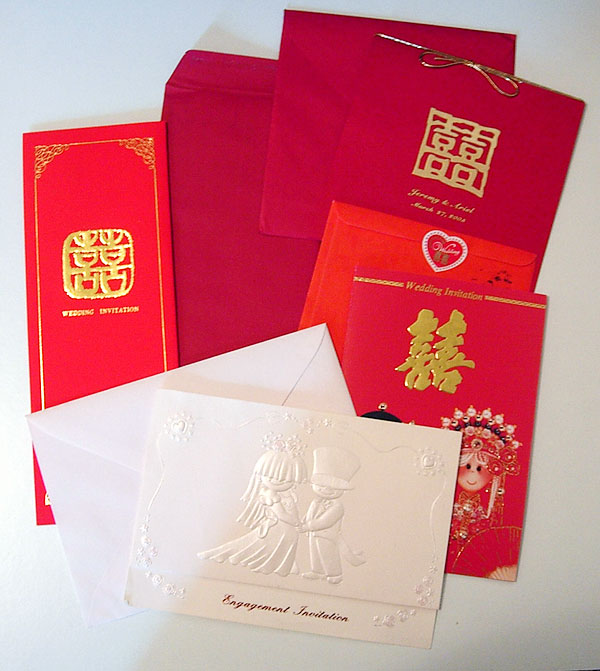
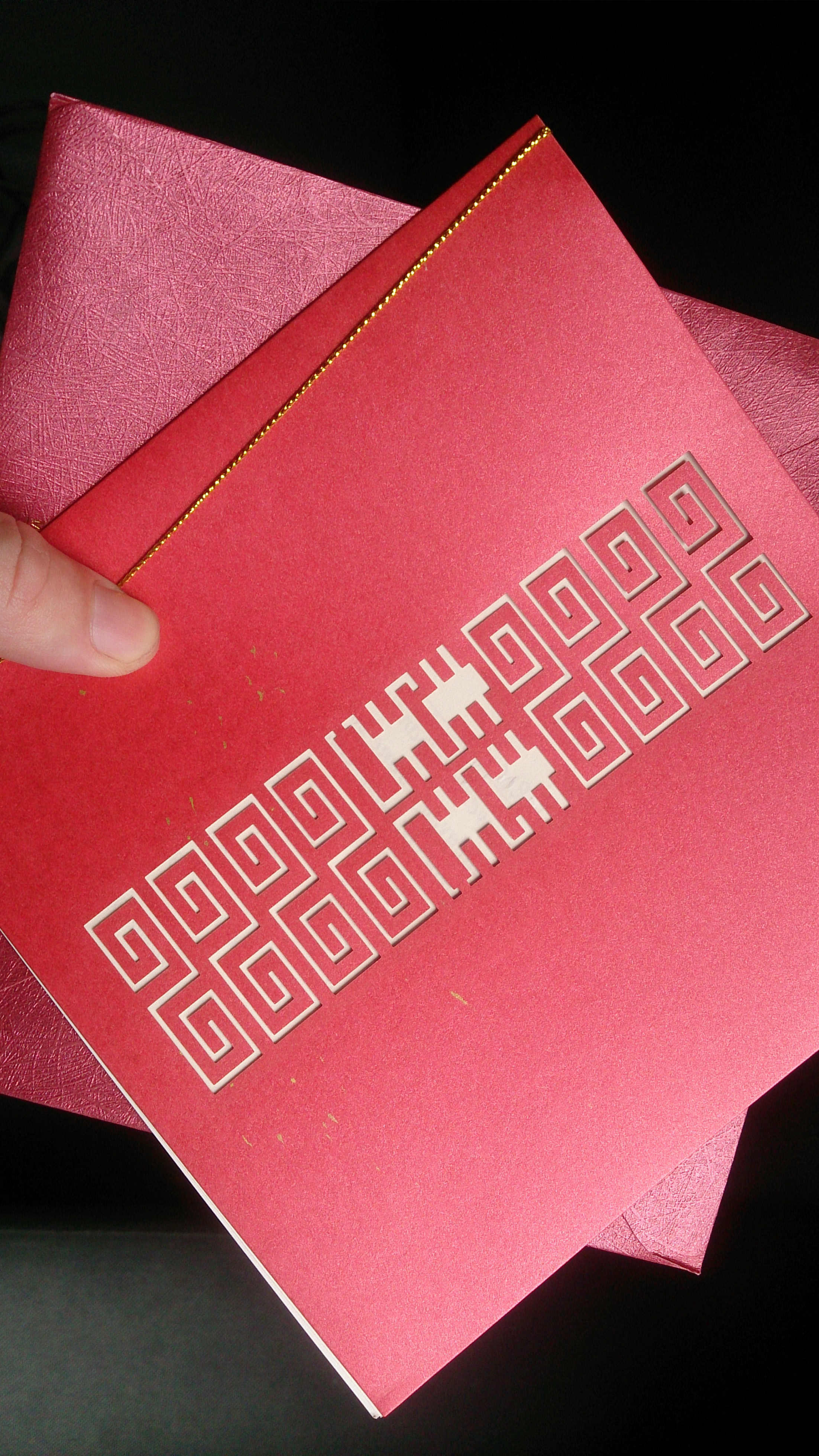